# På tokt med Terna
På tokt med Terna är en norsk svartvit äventyrs- och familjefilm från 1958, regisserad av Carsten Byhring. Byhring skrev också manus och medverkade som skådespelare mot bland andra Dan Fosse och Leif Enger.

## Handling
En grupp pojkar får tag i en segelbåt och med den seglar de nedför kusten. På vägen kommer de några smugglare på spåren. Efter åtskilliga dramatiska episoder lyckas pojkarna ta fast dessa.

## Medverkande skådespelare
- Carsten Byhring
- Stein Andersen
- Janne Book-Jenssen
- Leif Enger
- Jannicke Falk
- Dan Fosse
- Harald Fosse
- Rolf Just Nilsen
- Petter Lindbeck
- Tore Nessem
- Jan Schøllberg
- Kristian Sonefeldt

## Om filmen
Filmen regisserades av Carsten Byhring som även skrev manus. Den producerades av bolaget Carsten Byhring og O. Huuse och fotades av Sigurd Agnell och Bredo Lind. Klippare var Byhring och Arne Myhre. Musiken komponerades av Otto Nielsen. Den hade premiär den 12 maj 1958 i Norge.